# Hercílio Luz Futebol Clube

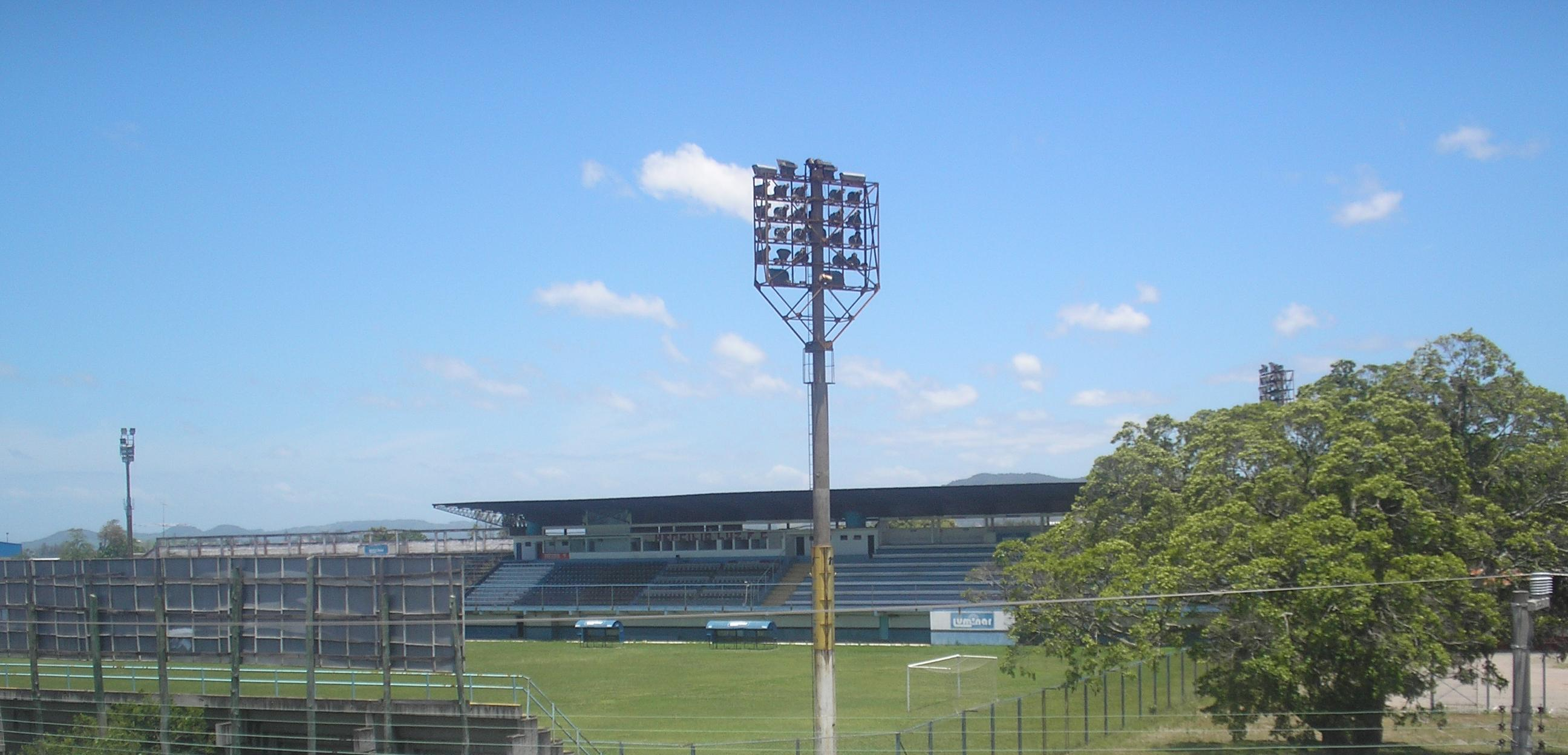
El Estádio Aníbal Torres Costa.

El Hercílio Luz FC es un equipo de fútbol de Brasil que juega en el Campeonato Catarinense, la primera división del estado de Santa Catarina.

## Historia
Fue fundado el 23 de diciembre de 1918 en la ciudad de Tubarão del estado de Santa Catarina y el nombre del club es en homenaje a Hercílio Pedro da Luz, político catarinense y gobernador del estado y fue uno de los miembros fundadores de la Liga Tubaronense de Fútbol. Es el equipo de fútbol más viejo del estado de Santa Catarina.
Sus mejores años han sido los de la década de los años 1950, donde obtuvo el bicampeonato estatal en 1957 y 1958, y logró participar por primera vez en la Copa de Brasil en 1959 donde fue eliminado en la primera ronda por el Atlético Paranaense, mismo año en que se convirtió en el primer equipo del estado de Santa Catarina en jugar en el campeonato Brasileño de Serie A.
De la cima pasó a la decadencia en los años 1960 más por el incendio que ocurrió el Tubarão en 1974 en que varias personas murieron, media ciudad fue destruida así como el patrimonio del club, por lo que el club pasó inactivo de 1976 a 1983.
En 1993 regresa a la primera división del Campeonato Catarinense.

## Palmarés
- Campeonato Catarinense: 2

1957, 1958

## Jugadores

### Jugadores destacados
- Roger Guerreiro
- Rodrigo Gral
- Jean Moser

## Entrenadores
- Edson Vieira (julio de 2018–diciembre de 2018)[8][9]
- China Balbino (diciembre de 2018–febrero de 2019)[10][11]
- Oliveira Canindé (febrero de 2019–2019)[12][13]
- Raul Cabral (julio de 2021–noviembre de 2023)[14][15]
- Felipe Moreira (noviembre de 2023–febrero de 2024)[16][17]
- Alexandre Lopes (febrero de 2024–presente)[3]